# 京極瑪麗亞
京極瑪麗亞（日语：／ Kyōgoku Maria，1542年—1618年8月20日）為戰国時代的女性。本名不明。為北近江的戰國大名淺井久政次女，兄長有淺井長政、淺井政元、淺井政之。京極高吉之妻。
另外當時的習俗是夫婦別姓，所以稱她姓京極並不適當，但因為當時以教名稱呼已婚女性吉利支丹時會冠夫姓，如明智珠被稱作細川加西亞以及沼田麝香被稱作細川瑪麗亞，因此也無法完全否定這樣的稱乎方法。

## 生涯
近江国大名淺井久政次女，天文11年（1542年）出生於小谷城。
她嫁給京極高吉，永祿6年（1563年）在小谷城中生下高次，元龜3年（1572年）生高知，另有出生年不明的女兒龍子和兩名女兒（氏家行廣室、朽木宣綱室瑪達肋納）。天正元年（1573年）之前，丈夫將嫡男高次當作人質交給織田信長並隱居在上平寺，可能這時她與丈夫一同在那邊生活。
天正9年（1581年），她與丈夫高吉一同在安土城城下接受奥尔甘蒂诺神父的洗禮，教名為唐娜·瑪麗亞。但在數日後，丈夫高吉即過世。
天正15年（1587年）豐臣秀吉發佈伴天連追放令，但她仍貫徹自己的信仰，讓四名子女都歸依基督教（成為秀吉側室的龍子除外），並在京都及大坂進行佈教活動。關原之戰後，搬到次男高知領地的丹後国泉源寺村（京都府舞鶴市），並且以受高知庇護的下此御堂為佈教活動中心進行傳教，並因此強化她對信仰的決心。由於泉源寺村位於丹後的最東端、並且接近若狹國境、因此據說她也曾多次前往長男高次領地‧若狹中的小濱。
當地居民尊稱她為「泉源寺大人」。元和4年（1618年）7月1日死去。法名為養福院殿法山壽慶大禪定尼。

## 表揚活動
平成22年（2010年）5月由NPO法人「京極マリア祈りの里」發起。進行像是重建她當時佈教所用的廟堂並且建立了一座她的石像。

## 備註
1. ↑  京極マリアが街おこしに一役　石像・萌えイラストでＰＲ （页面存档备份，存于）　asahi.com2010年12月2日

## 相關文化作品
遊戲
- 戰國大戰（日语：戦国大戦）
- 鬼武者魂（日语：鬼武者Soul）
- 戰國BASARA 4

## 外部連結
- 京極マリア祈りの里 （页面存档备份，存于）